# Peratodonta
Peratodonta is een geslacht van vlinders van de familie tandvlinders (Notodontidae), uit de onderfamilie Notodontinae.

## Soorten
- P. brunnea Aurivillius, 1904
- P. extensa Gaede, 1928
- P. gypsitea (Kiriakoff, 1968)
- P. nigriventris Kiriakoff, 1962
- P. olivacea Gaede, 1928
- P. olivaceorosea Kiriakoff, 1962
- P. umbrosa Kiriakoff, 1968